# Plácido Cidade Nuvens
Plácido Cidade Nuvens (Santana do Cariri, 23 de outubro de 1943 - Fortaleza, 1 de novembro de 2016), foi um sociólogo, professor e político brasileiro.

## Biografia
Graduou-se em filosofia pelo Seminário da Prainha, obtendo bolsa para cursar teologia na Pontifícia Universidade Gregoriana, em Roma, onde concluiu cursos de licenciatura e mestrado. Obteve, ainda, títulos de especialista em português superior pela Universidade de Lisboa, e de doutor em ciências sociais pela Pontifícia Universidade Santo Tomás de Aquino.
De 1983 a 1989 foi prefeito do município cearense de Santana do Cariri, onde fundou o Museu de Paleontologia de Santana do Cariri, posteriormente doado à Universidade Regional do Cariri. A criação do museu lhe rendeu diversas homenagens, como o Troféu Sereia de Ouro do Sistema Verdes Mares e o nome de uma espécie de dinossauro descoberta na chapada do Araripe, o Santanaraptor placidus.
Professor da Universidade Regional do Cariri, foi coordenador do curso de Direito e vice-reitor (1996-2003). De 2007 até 2011, foi reitor da Universidade regional do Cariri, onde foi considerado um dos melhores reitores para URCA.
Morreu em 1 de novembro de 2016, no Instituto do Câncer do Ceará, em Fortaleza, vítima de câncer renal. Tinha 73 anos.